# Simpang Kapuak
Simpang Kapuak is een bestuurslaag in het regentschap Lima Puluh Kota van de provincie West-Sumatra, Indonesië. Simpang Kapuak telt 4253 inwoners (volkstelling 2010).